# Доломатов, Михаил Юрьевич
Михаил Юрьевич Доломатов (1 ноября 1954 года, Уфа, БАССР) — учёный, физикохимик, профессор (1999), кандидат технических наук (1986) , доктор химических наук (1993), Изобретатель СССР (1991), Заслуженный деятель науки Республики Башкортостан (2014).
Работает в области физикохимии и физики многокомпонентных систем, композиционных материалов и феноменологической электронной спектроскопии.

## Биография
Родился 1 ноября 1954 в Уфе.
В 1977 окончил химический факультет Башкирского государственного университета (ныне Уфимский университет науки и технологий) по специальности «Химическая кинетика (химическая физика)».
В 1979—1981, 1985—1991 и 1998—2002 работал в Институте нефтехимпереработки: с 1986 — старшим научным сотрудником, с 1988 — заведующим лабораторией физических исследований, с 1998 — заведующим научно-исследовательской лабораторией полимерных материалов.
В 1991—1993 — заведующий лабораторией спектроскопии Уфимского нефтяного института. В 1991—1996 — ведущий научный сотрудник лаборатории физики нефтяного пласта ВНИИЦ «Нефтегазтехнология».
С 1993 — профессор Уфимского технологического института сервиса. В 1994—2005 — заведующий кафедрой технологии полимерных материалов и отделочного производства, в 2005—2015 — профессор кафедры физики, в 2010—2015 — заведующий научно-исследовательской лаборатории «Физика электронных процессов и наноматериалов» Уфимского государственного университета экономики и сервиса.
В 2005—2010 — заведующий кафедрой информатики и математики Башкирского института социальных технологий (Уфимский филиал Академии труда и социальных отношений).
В 2011—2024 — профессор кафедры физической электроники и нанофизики Уфимского университета науки и технологий.
С 2012 — профессор кафедры технологии нефти и газа Уфимского государственного нефтяного технического университета.
С 2023 — Начальник лаборатории центра водородно-углеродных технологий кафедры технологии нефти и газа.

## Научная и преподавательская деятельность
Установил термодинамические и кинетические закономерности поведения сложных природных и технических систем с хаосом химического состава, разрабатывает методы их исследования и математического моделирования, также выявил связь между оптическими и физико‑химическими свойствами веществ в смесях, электронных состояний молекул и наносистем.
Член диссертационных советов Д 212.289.03 по специальности 05.17.07 «Химия и технология топлива и высокоэнергетических веществ» и Д 999.123.02 по специальности 02.00.03 «Органическая химия (технические науки)» Уфимского государственного нефтяного технического университета. Член редакционной коллегии журнала «Электротехнические системы и информационные комплексы».
Автор более 1200 научных работ, в том числе 25 монографий, и 91 изобретений — авторских свидетельств и патентов России.

## Публикации
- М. Ю. Доломатов. Фрагменты теории реального вещества. От углеводородных систем к галактикам. — Москва: Химия. — 2005. — 207 с. ISBN 5-98109-018-9
- Доломатов, М. Ю. Феноменологические методы анализа многокомпонентных стохастических высокомолекулярных систем: диссертация … доктора химических наук: 02.00.06. — Москва. — 1993. — 363 с.
- М. Ю. Доломатов. Физико-химические основы новых методов исследования сложных многокомпонентных систем. Перспективы практического использования / ЦНИИ информ. и техн.-экон. исслед. нефтеперераб. и нефтехим. пром-сти. — Москва: ЦНИИТЭнефтехим. — 1991. — 71 с.
- М. Ю. Доломатов Электронная феноменологическая спектроскопия и её применение в исследовании сложных молекулярных систем в технологии, химии, физике и медицине. Монография. Серия «Бутлеровское наследие». Книга 4. // под ред. М. Ю. Доломатова. — Казань: ООО "Инновационно издательский до «Бутлеровское наследие», 2024. 308с. ISBN 978-5-604-76624-8.
- М. Ю. Доломатов Прогнозирование физико-химических свойств компонентов углеводородных систем с применением топологических дескрипторов[12]. Монография. Серия «Бутлеровское наследие». Книга 4. / О. С. Коледин, Э. А. Ковалева, Т. М. Аутбекеров. под ред. Е. Н. Офицерова. — Казань: ООО "Инновационно издательский до «Бутлеровское наследие», 2021. 164 с. ISBN 978-5-9902124-7-3.
- М. Ю. Доломатов Физические основы наноэлектроники : учебное пособие для вузов / М. Ю. Доломатов, Р. З. Бахтизин, Т. И. Шарипов. — Москва: Издательство Юрайт, 2021. — 173 с. — ISBN 978-5-534-14924-1.
- М. Ю. Доломатов Физико-химия наночастиц: учебное пособие для вузов / М. Ю. Доломатов, Р. З. Бахтизин, М. М. Доломатова. — 2-е издание., перераб. И доп. — Москва: Юрайт, 2020. — 285 с. ISBN 978-5-534-13077-5.
- Валявин Г. Г., Доломатов М. Ю., Ылясов А. И., Юрченко Н. Ф. Физико-химические особенности термолиза сложных углеводородных систем. Эксперимент. Теория. Технология / под ред. Проф. Доломатова М. Ю. — СПб.: Недра, 2017—352 с. ISBN 078-5-905153-92-1.
- В. В. Леонов, М. Ю. Доломатов, Т. А. Исмагилов, В. В. Рагулин. Макроскопическая электродинамика физико-химических процессов в многокомпонентных конденсированных средах. СПб.: ООО «Недра», 2013. — 204 с. ISBN 978-5-905153-42-6.
- Mikhail Dolomatov New Results in the Theory and Practical Application of Color // Color Detection — 2019.